# Ben Ray Luján
Ben Ray Luján (født d. 7. juni 1972) er en amerikansk politiker fra det Demokratiske Parti, som har været senator for delstaten New Mexico siden januar 2021. Han var tidligere medlem af Repræsentanternes Hus for New Mexicos 3. kongresdistrikt mellem 2009-21.

## Baggrund
Ben Ray Luján blev født den 7. juni 1972 i Nambé, New Mexico. Hans far Ben Luján var politiker i New Mexico i mere end 35 år.
Han har en bachelor i virksomhedsledelse fra New Mexico Highlands University.

## Politiske karriere

### Repræsentanternes Hus
I 2008 meldte Luján sig som kandidat til Repræsentanternes Hus for New Mexicos 3. kongresdistrikt, i det at det siddende medlem for det 3. kongresdistrikt, Tom Udall, havde valgt ikke at genopstille til huset, for at i stedet opstille til senatet. Luján vandt den demokratiske nominering med 42% af stemmerne. Det var ikke en anden runde, i det at New Mexicos valglov ikke kræver en majoritet, men bare en pluralitet for at vinde. Luján vandt derefter valget med 57% af stemmerne imod den republikanske kandidat og en partiløs kandidat.
Luján blev genvalgt med 56,99% af stemmerne i 2010.
Trods rygter om, at Luján ville forsøge at være kandidat til Senatet i 2012, for at erstatte senator Jeff Bingaman, som ville gå på pension, valgte han ikke at stille op, og støttede i stedet Martin Heinrich. Lújan fortsatte i huset, hvor han blev genvalgt med 63,12% af stemmerne.
Luján blev genvalgt med 61,52% af stemmerne i 2014.
Luján blev genvalgt med 62,42% af stemmerne i 2016.
Luján blev genvalgt med 63,4% af stemmerne i 2018.

### Senatet

#### Senatvalget 2020
Luján annoncerede i april 2019 at han ville være kandidat til senatet ved valget i 2020. Det var efter at siddende senator, Tom Udall, som Luján tidligere erstattet som medlem af huset, ville gå på pension. Luján vandt den demokratiske nominering uden modstander, og vandt valget med 51,7% af stemmerne over republikaneren Mark Ronchetti.